# میخیلو کرچکو
میخیلو کرچکو (انگلیسی: Mykhailo Krechko; ۵ سپتامبر ۱۹۲۵ – ۲۵ فوریهٔ ۱۹۹۶) آهنگساز اهل اتحاد جماهیر شوروی سوسیالیستی بود.